# 마웅 마웅
마웅 마웅(버마어: မောင်မောင်, 1925년 1월 11일 ~ 1994년 7월 2일)은 버마 사회주의 공화국의 7대 대통령이자 유명한 작가였다.

## 어린 시절 및 경력
마웅 마웅은 1925년 1월 11일 영국령 버마 만달레이에서 태어났다. 그는 변호사 우 사인과 그의 아내 에 띤의 아들이다. 그는 BTN 고등학교를 졸업했다. 그는 제4회 일본아카데미아카데미에 입학했다. 1946년에 그는 랑군 대학교에서 학사 학위를 받았다. 1949년 그는 법학 학사 학위를 받았다. 그는 랑군대학교 영어과 강사, 버마 키트 신문 편집자, 버마 철도 부차관보를 역임했다. 1950년에 그는 영국에서 공부하기 위한 장학금을 받았다. 그는 헤이그의 링컨 영빈관에서 열린 변호사 협회에 들어갔다. 그는 그곳에서 국제법률교육학교를 다녔다. 1956년 6월 네덜란드의 위트레흐트 대학교에서 LLD를 받았다. 그는 가족과 함께 예일 대학교 정치학과 동남아시아학 방문 강사로 미국으로 임시 이주했다. 1962년 6월 11일 예일 대학교에서 법학 박사 학위를 취득하였다.

## 정무직
마웅 마웅은 1958년부터 1960년까지 네 윈 장군의 관리 정부에서 법적인 역할을 했다. 1962년 네 윈의 군사 쿠데타 이후, 마웅 마웅은 대법원장이 되었고, 민간인이었지만 BSPP의 중앙 위원회의 중요한 일원이었다. 그는 1974년 헌법을 제정하는 데 큰 역할을 했고, 이후 사법 제도의 변화에도 큰 역할을 했다. 1988년 8월 19일, 대규모 시위가 계속되는 가운데, 인민 의회는 마웅 마웅을 대통령 겸 BSPP 의장으로 선언했다. 반정부 시위는 계속되었고 광범위한 붕괴는 1988년 9월 18일 소 마웅이 이끄는 또 다른 군사 쿠데타를 일으켰다. 1988년 그의 짧은 집권 기간 후, 마웅 마웅은 1990년 총선을 통치하는 선거법의 초안을 돕는다는 소문이 있었지만, 대중의 관심에서 사라졌다. 그는 또한 법무장관, 대법원장 및 기타 직책을 역임하며 미얀마 정부의 여러 직책을 역임했다.

## 사망
마웅은 1994년 7월 2일 69세의 나이로 랑군에서 심장마비로 사망했다.